# Borello (Cesena)
Borello è una frazione del comune di Cesena che dà il nome al Quartiere n. 7, del quale è centro nevralgico e gravitazionale.

## Geografia fisica
Sorge nei pressi della confluenza del torrente omonimo col fiume Savio, dista 13 km da Cesena, e tramite un ponte è collegata all'abitato di Bora, facente parte del comune di Mercato Saraceno, assieme al quale forma un unico e compatto nucleo urbano.
Borello, pur non essendo comune autonomo, gode storicamente di una consistente importanza, sia per la media lontananza del capoluogo, sia per l'essere centro di attrazione per una vasta area, ma anche di tutta la valle del torrente Borello. Lungo la vallata sorgono infatti paesi come Piavola, Linaro, Ranchio, Spinello, tutti appartenenti ad amministrazioni comunali montane, i quali trovano a Borello naturale sede dei servizi primari, come ufficio postale, carabinieri, centro infermieristico, 2 supermercati, palestra e una discreta rete di esercizi commerciali. 
Le località principali del quartiere Borello sono, oltre al capoluogo,  Casalbono, Luzzena, Biancane, Formignano, Monte Aguzzo, Monte Vecchio, Borgo delle Rose, Case Venzi, Osteria di Piavola, Valdinoce e San Matteo, dove si trova il punto più elevato del comune di Cesena, a 480 m s.l.m.

## Cultura
A Formignano che dista 4 km da Borello,ha sede la «Società di ricerca e studio della Romagna mineraria». Fondata nel 1987, svolge attività interdisciplinare di ricerca, studio e valorizzazione del patrimonio minerario della Romagna. Dopo un'attenta riqualificazione di strade e piazze, il paese oggi si presenta come un museo a cielo aperto.

## Sport
La frazione è sede di una importante formazione cicloamatoriale, ed è stata anche sede del primo fans club dedicato a Marco Pantani, fondato quando il pirata cesenaticense era ancora tra i Dilettanti.
A livello calcistico la formazione locale, una volta chiamata Sporting Club Borello è divenuta Sporting Club Vallesavio dopo la fusione con il San Vittore ed ora "Torre-Vallesavio" dopo la fusione con la squadra di Torre del Moro.